# Кашлев, Юрий Борисович
Ю́рий Бори́сович Ка́шлев (13 апреля 1934, Теджен, Туркменская ССР — 20 июня 2006) — советский и российский дипломат. Профессор, доктор исторических наук.

## Биография
Родился 13 апреля 1934 года в городе Теджене Туркменской ССР. Окончил МГИМО МИД СССР (1957).
По окончании института работал в Вене в Международном агентстве по атомной энергии.
Занимал различные ответственные должности в Комитете международных организаций СССР, ЦК КПСС, центральном аппарате Министерства иностранных дел.
С 1982 года — заведующий отделом информации, а с 1986 года — начальник Управления по гуманитарным и культурным связям МИД СССР, член Коллегии МИД СССР.
С 1989 года — посол по особым поручениям со статусом заместителя первого заместителя министра иностранных дел СССР и с возложением на него координирующих функций по вопросам общеевропейского процесса.
В 1990—1996 годах — чрезвычайный и полномочный посол СССР/России в Польше.
С 1997 года — ректор Дипломатической академии МИД России, посол по особым поручениям, с января 2000 года — первый проректор и заведующий кафедрой массовой коммуникации и связей с общественностью Дипакадемии.
Ушёл из жизни 20 июня 2006 года в Москве. Похоронен на Троекуровском кладбище, участок 10а.
Был членом редколлегий журналов «Обозреватель», «Азия и Африка», заместителем председателя Совета Ассоциации российских дипломатов. Работы Ю. Кашлева «Массовая информация и международные отношения», «Идеологическая борьба или психологическая война?», «Информационный взрыв: международный аспект» пользуются заслуженным вниманием самого широкого круга читателей и специалистов.
Награждён орденами Трудового Красного Знамени, Дружбы народов, «Знак Почёта», Командорским крестом (Польша), медалями СССР, Болгарии, ГДР, Монголии.